# Quần đảo Kuril

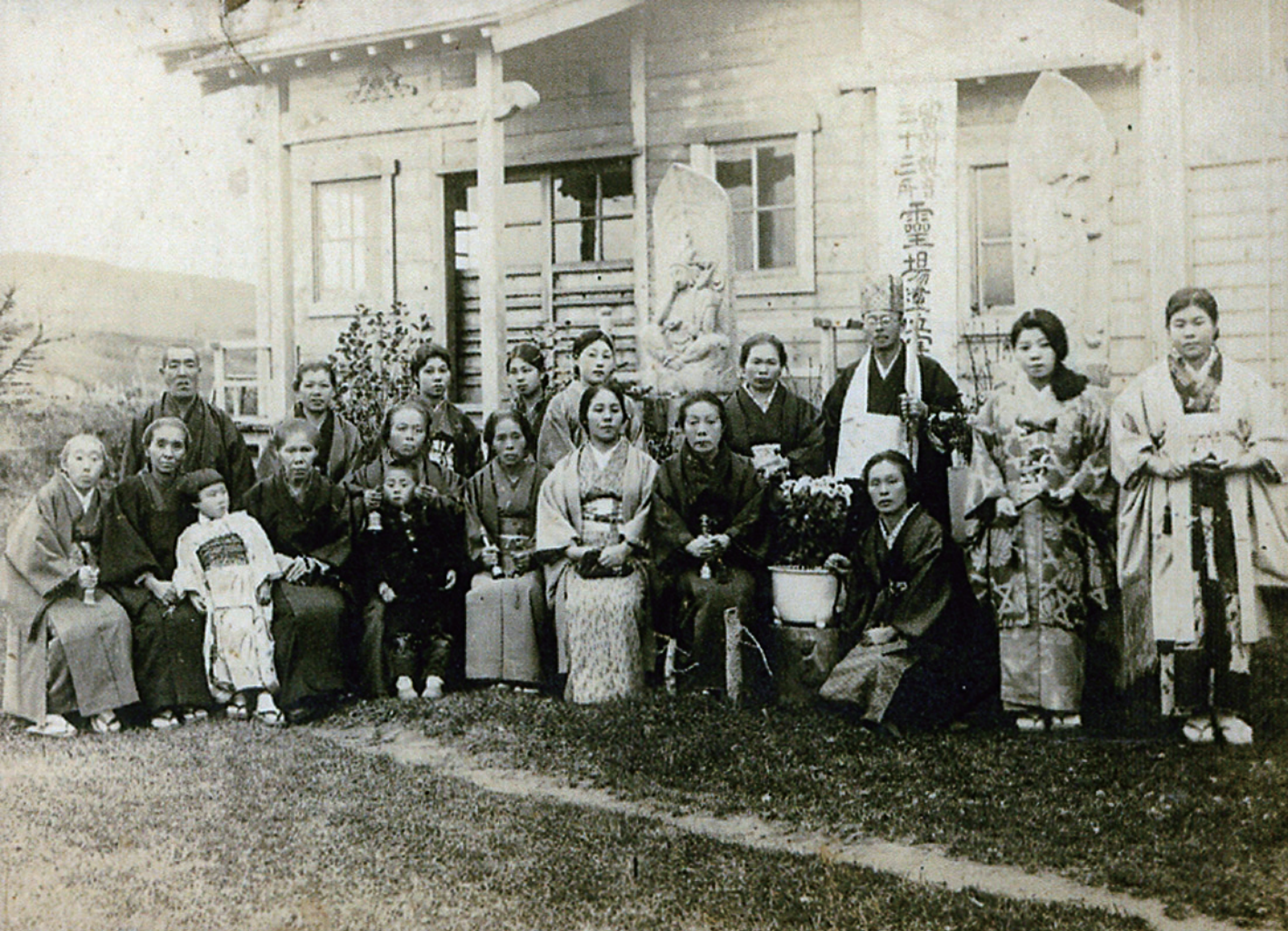
Người Nhật và chùa Phật giáo ở Iturup (Trạch Tróc) (trước năm 1939)

Quần đảo Kuril theo cách gọi của Nga (tiếng Nga: Курильские острова (/ˈkʊərɪl, ˈkjʊərɪl, kjʊˈriːl/; tiếng Nga: Кури́льские острова́, chuyển tự: Kuril'skiye ostrova, IPA: [kʊˈrʲilʲskʲɪjə ɐstrɐˈva], hay quần đảo Chishima theo cách gọi của Nhật Bản (tiếng Nhật: Kuriru rettō (クリル列島, "Kuril Liệt Đảo") hoặc Chishima rettō (千島列島, "Thiên Đảo Liệt Đảo" nghĩa là (chuỗi 1000 hòn đảo)) nay thuộc tỉnh Sakhalin của Nga, là một quần đảo núi lửa trải dài khoảng 1.300 km về phía đông bắc từ Hokkaidō, Nhật Bản tới Kamchatka của Nga, ngăn biển Okhotsk bên tây bắc và Thái Bình Dương phía đông nam. Quần đảo này có khoảng 56 đảo và nhiều đảo đá nhỏ khác.
Sau khi Đế quốc Nhật bại trận vào năm 1945, Liên Xô chiếm đóng toàn bộ quần đảo Kuril từ phía Nhật, và nay là của Nga. Tất cả cư dân trên đảo sau đó đã được đưa sang định cư ở vùng Trung Á thuộc Liên Xô. Tuy nhiên đến nay Nhật vẫn khẳng định chủ quyền của mình ở 4 đảo cực nam của quần đảo này.

## Tên gọi

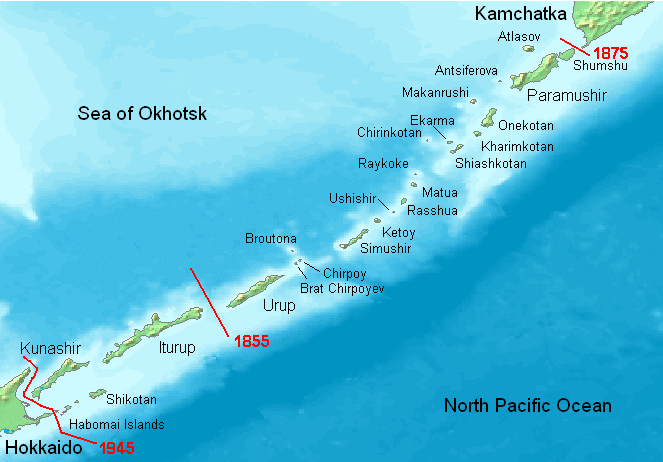
Phân định quần đảo Kuril và lãnh thổ phía Bắc theo thời gian

Tiếng Nhật gọi Quần đảo Kuril là quần đảo Chishima (Kanji: 千島列島 / Hepburn Romaji: Chishima Rettō [tɕiɕima ɺetːoː], nghĩa đen là chuỗi đảo nghìn đảo), hoặc quần đảo Kuriru (Kanji: クリル列島 / Hepburn Romaji: Kuriru Rettō [kɯɺiɺɯ ɺetːoː], nghĩa đen là chuỗi đảo Kuril). Tên gọi Kuril có nguồn gốc từ tên địa phương của thổ dân Ainu là một nhóm sắc tộc định cư ở phía Bắc Nhật Bản, chủ yếu ở đảo Hokkaido, những cư dân gốc trên các đảo: "kur", nghĩa là người. Những địa danh này có liên hệ với những hải đảo khác trong vùng nơi người Ainu từng sinh sống, chẳng hạn như họ gọi Sakhalin là Kuyi hay Kuye; và Hokkaidō là Kai.

## Lịch sử

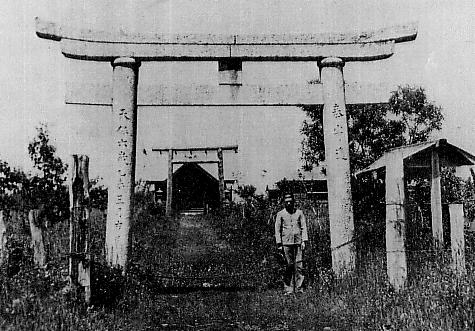
Cổng đền thờ Thần đạo trên đảo Kunashiri

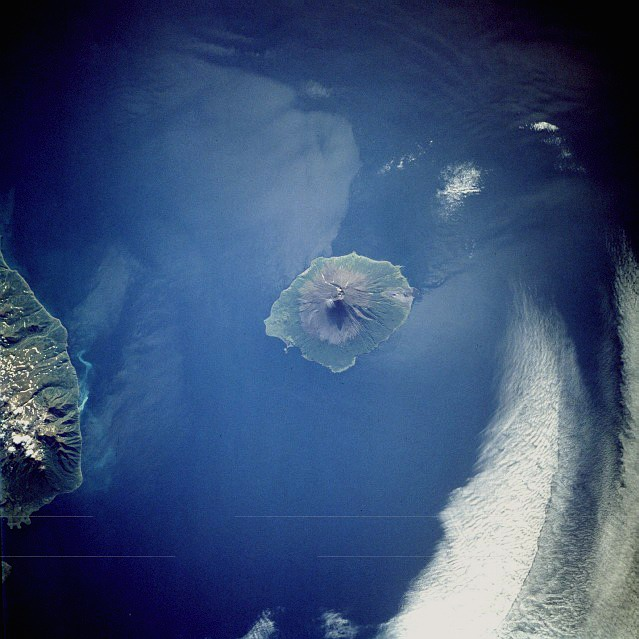
Đảo Atlasov — đảo chính xa thứ hai về phía bắc trong quần đảo Kuril, nhìn từ vũ trụ.

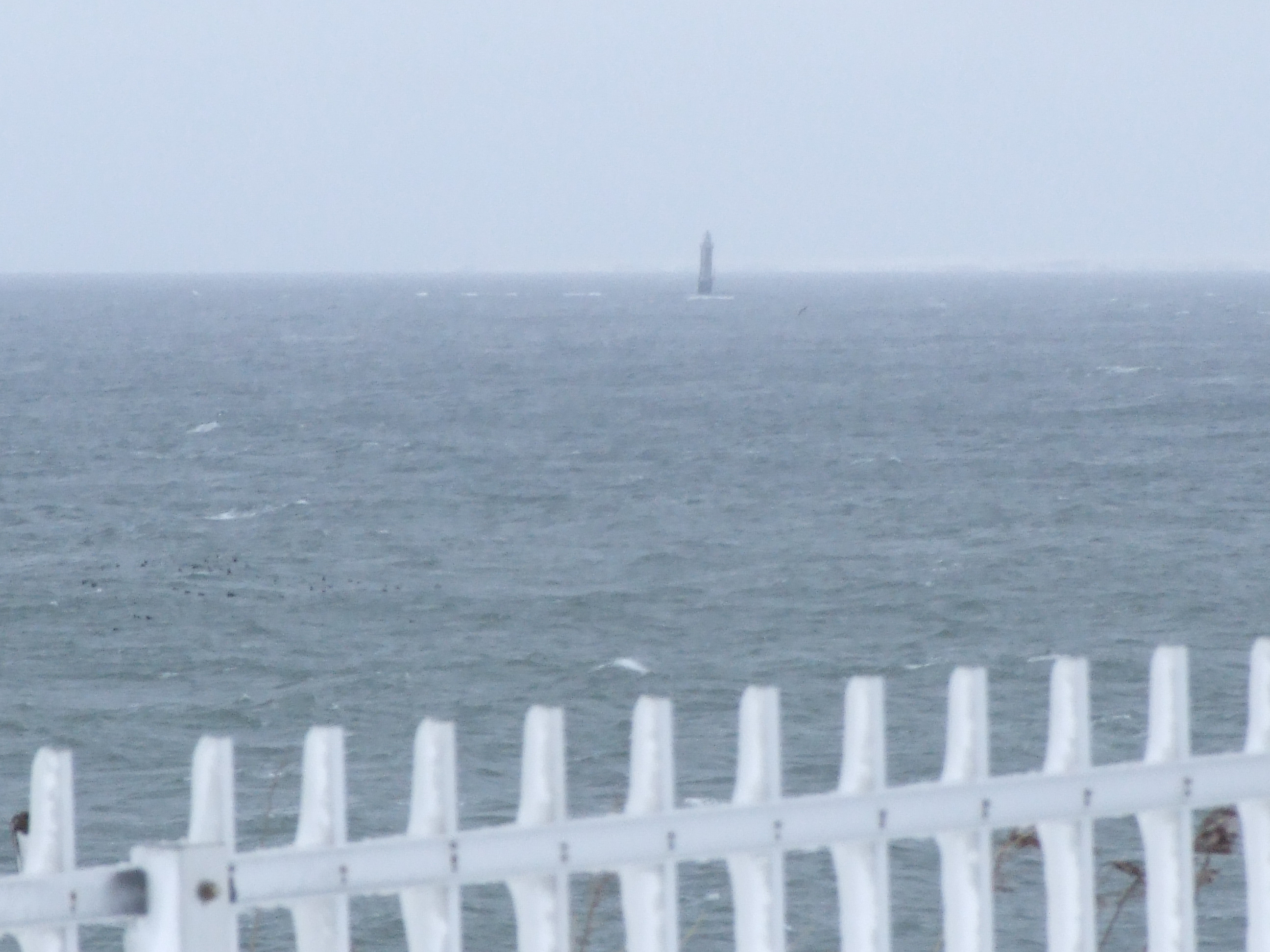
Đảo đá Signalny, nhìn từ mũi Nosappu, Nhật Bản

Sử liệu của Nhật Bản đã nhắc tới vùng đất này từ thời Edo (1590) trong các văn bản của Toyotomi Hideyoshi (Phong Thần Tú Cát).
Trên "Shōhō Onkuko Ezu", một bản đồ của Nhật Bản do Mạc phủ Tokugawa thực hiện năm 1644 có 39 hòn đảo lớn nhỏ xuất hiện ở phía đông bắc bán đảo Shiretoko và Mũi Nosappu.
Sử liệu của Nga đề cập lần đầu tiên đến Kuril vào khoảng năm 1646, đã chậm hàng chục năm sau khi người Nhật đề cập tới những hòn đảo này nhưng mãi đến tận năm 1679 nhà thám hiểm Vladimir Atlasov mới thu thập được dữ kiện cụ thể về quần đảo. Sang thế kỷ 18 và đầu thế kỷ 19, các nhà thám hiểm như Danila Antsiferov, I. Kozyrevsky, Ivan Evreinov, Fyodor Luzhin, Martin Shpanberg, Adam Johann von Krusenstern (Ivan Fedorovich Kruzenshtern), Vasily Golovnin và Henry James Snow lần lượt đặt chân lên Kuril.
Năm 1811, đại tá Nga Vasily Golovnin khám phá đảo Kunashir thay mặt cho Học viện Khoa học Nga thì đụng độ với người Nhật. Golovnin bị bắt và giam giữ suốt 18 tháng.
4 đảo bị Liên Xô xâm chiếm và sáp nhập vào ngày 18-8-1945, tức 3 ngày sau khi Nhật Bản tuyên bố đầu hàng (15/8/1945). Etorofu được phía Nga đổi gọi là Iturup, còn Kunashiri được gọi là Kunashir. Khi đó, Liên Xô đã di dời 17.000 người Nhật trên quần đảo này sang Kazakhstan và Uzbekistan, đến năm 1946 thì tuyên bố 4 hòn đảo thuộc Liên Xô.
Năm 1956, khi nước Nhật và Liên Xô thiết lập quan hệ ngoại giao, nhà lãnh đạo Liên Xô Nikita Khrushchyov đã đề nghị trả lại đảo Shikotan và quần đảo Habomai cho Nhật. Tuy nhiên, các cuộc đàm phán đã không đi đến đâu. Năm 1991, tổng thống Nga Boris Yeltsin từng đề cập lại vấn đề này nhưng bị dư luận Nga phản đối quyết liệt.

## Các đảo
Từ phía bắc xuống phía nam, các đảo chính là (tên gọi khác trong ngoặc chủ yếu là tên gọi tiếng Nhật):
Bắc Kuril (Kita-chishima / 北千島; âm Hán ViệtBắc Thiên Đảo)
- Shumshu (Shumushu / 占守島; Chiêm Thủ)
- Atlasov (Araido / 阿頼度島; A Lại Độ)
- Paramushir (Paramushiru, Horomushiro / 幌筵島; Hoảng Diên)
- Antsiferov (Shirinki / 志林規島; Chí Lâm Quy)
- Makanrushi (Makanru / 磨勘留島; Ma Khám Lưu)
- Onekotan (Onnekotan / 温禰古丹島; Ôn Nỉ Cổ Đan)
- Kharimkotan (Harimukotan, Harumukotan / 春牟古丹島; Xuân Mưu)
- Ekarma (Ekaruma / 越渇磨島; Việt Khát Ma)
- Chirinkotan (知林古丹島; Tri Lâm Cổ Đan)
- Shiashkotan (Shasukotan / 捨子古丹島; Xá Tử Cổ Đan)
- Raikoke (雷公計島; Lôi Công Kế)
- Matua (Matsuwa, Matsua / 松輪島; Tùng Luân)
- Rasshua hay Rasshya (Rasutsuwa, Rashowa, Rasuwa / 羅処和島; La Xứ Hòa)
- Ushishir (Ushishiru / 宇志知島; Vũ Chí Tri)
- Ketoy (Ketoi / 計吐夷島; Kế Thổ Di)
- Simushir (Shimushiru, Shinshiru / 新知島; Tân Tri)
- Broutona (Buroton, Makanruru / 武魯頓島; Vũ Lỗ Đốn)
- Chirpoy (Chirihoi, Chieruboi / 知理保以島; Tri Lý Bảo Dĩ)
- Brat Chirpoyev (Chirihoinan / 知理保以南島; Tri Lý Bảo Dĩ Nam)
- Urup (Uruppu / 得撫島; Đắc Phủ)

Nam Kuril (Minami-chishima / 南千島; Nam Thiên Đảo)
- Iturup (Etorofu / 択捉島; Trạch Tróc)
- Kunashir (Kunashiri / 国後島; Quốc Hậu)
- Shikotan (色丹島; Sắc Đan)
- Các đảo đá Khabomai (Habomai Shotō / 歯舞諸島; Xỉ Vũ)
  - Moneron (Kaiba / 海馬島; Hải Mã)
  - Polonskogo (Taraku / 多楽島; Đa Lạc)
  - Zelyoni (Shibotsu / 志発島; Chí Phát)
  - Yuri (勇留島; Dũng Lưu)
  - Anuchina (Akiyuri / 秋勇留島; Thu Dũng Lưu)
  - Kharkar (Harukaru / 春苅島; Xuân Ngải)
  - Tanfilyeva (Suishō / 水晶島; Thủy Tinh)
  - Signalny (Kaigara / 貝殻島; Bối Xác)